# DVD Region+CSS Free
DVD Region+CSS Free はコピーガードの入ったDVDがコピーできるシェアウェア。Windows上で動作する。おもにCSSの初期のコピーガードだけではなくARccOSなどの上級コピーガードのDVDの解除も可能、また海外DVDを再生するツールとして使うことも可能。2007年現在Blu-ray DiscとHD DVDのコピーには対応していない。